# Livius Maderspach
Livius Maderspach (* 1. Januar 1840 in Ruskberg/Ruszkabánya, Kaisertum Österreich; † 19. September 1921 in Rákospalota, heute Budapest, Königreich Ungarn) war ein ungarndeutscher Bergbauingenieur.

## Leben

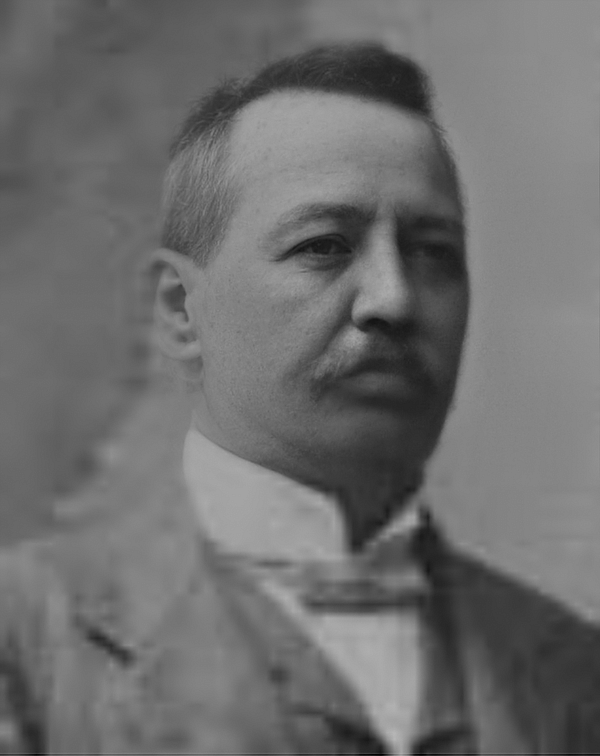
Livius Maderspach

Livius Maderspach, Sohn von Károly Maderspach (1791–1849) und Franziska geb. Buchwald (1804–1880), studierte am Polytechnikum in Graz und Karlsruhe, sowie an der Bergakademie Schemnitz. In Karlsruhe wurde er Mitglied der Burschenschaft Teutonia. Danach nahm er eine Vielzahl von Tätigkeiten im Umfeld des Bergbaus wahr, wie z. B. die Erstellung von Gutachten über Kohle- und Erzvorkommen für private Bergbauunternehmen. Später war er königlicher Ungarischer Bergrat im Komitat Sohl. Maderspach war Autor vieler Publikationen, die unter anderem im Wochenblatt für Land- und Forstwirthschaft sowie in der Oesterreichischen Zeitschrift für Berg- und Hüttenwesen erschienen. Sein wichtigstes Werk ist eine Liste von Gebieten mit Vorkommen von Eisenerz.